# Zawieszka (turnia)

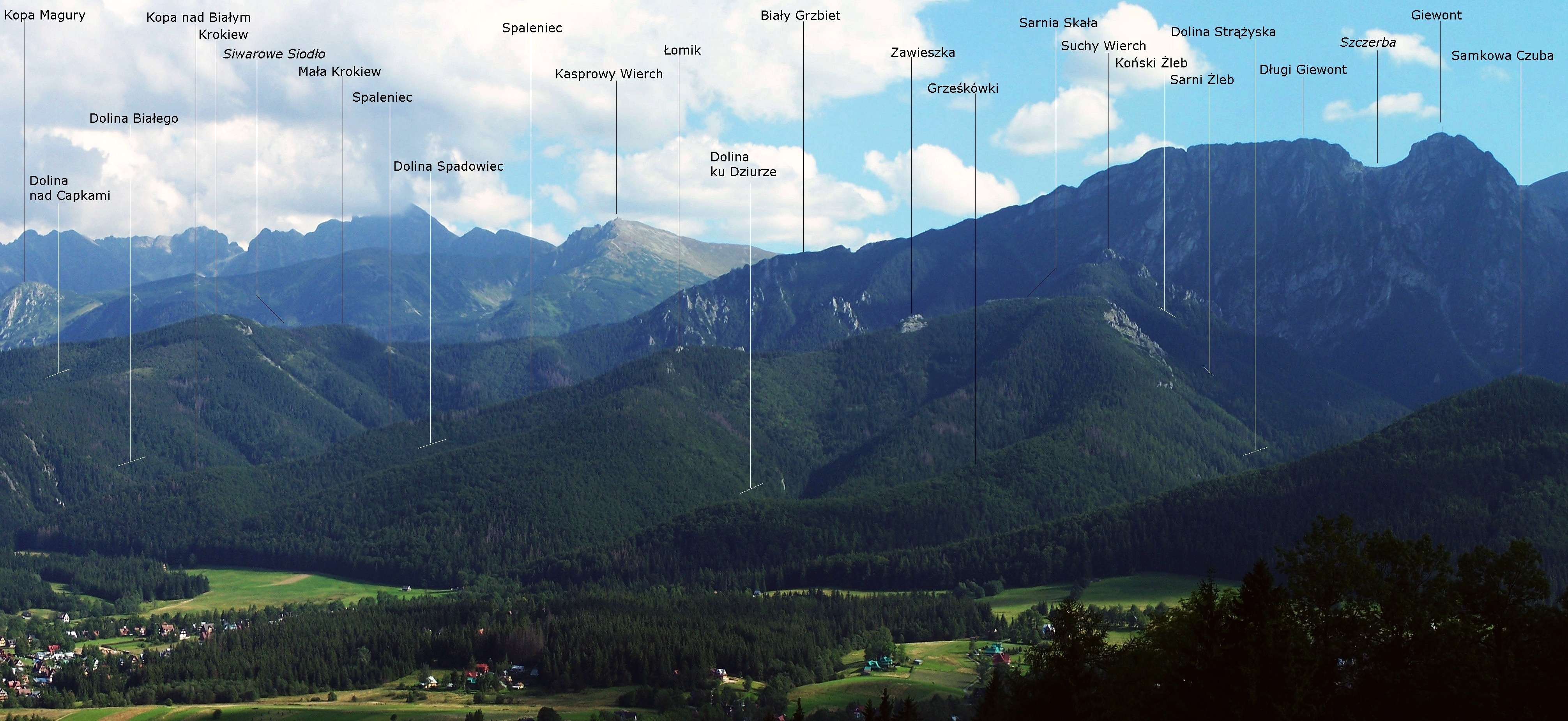
Widok z Pasma Gubałowskiego

Zawieszka – turnia wznosząca się w grani pomiędzy Doliną Białego i Doliną ku Dziurze w polskich Tatrach Zachodnich. Jest to grań opadająca w północno-wschodnim kierunku spod Sarniej Skały (1377 m). Zawieszka znajduje się w niej pomiędzy Sarnią Skałą a Łomikiem (1267 m). Niektóre mapy Zawieszką nazywają cały skalisty odcinek tej grani pomiędzy Sarnią Skałą a Łomikiem.
Zbudowana jest ze skał dolomitowo-wapiennych. Znajduje się w niedostępnym turystycznie obszarze ochrony ścisłej Regle Zakopiańskie.
Na Zawieszcze stwierdzono występowanie jednego okazu bardzo rzadkiej w Polsce irgi kutnerowatej.